# Villa Medicea di Agnano

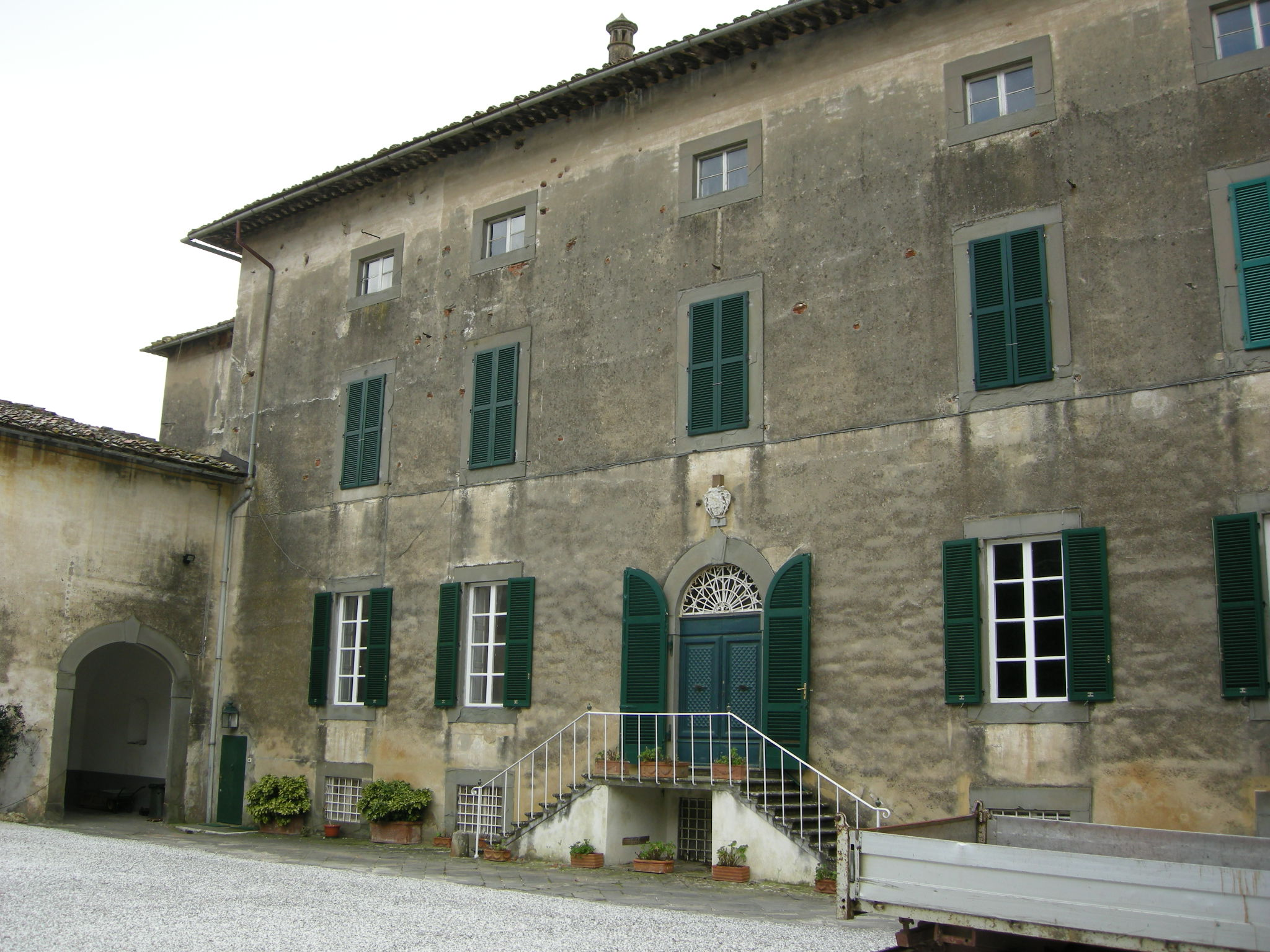
Villa di Agnano

La Villa Medicea di Agnano est une villa médicéenne qui se situe sur le frazione Agnano, à proximité de San Giuliano Terme en province de Pise.

## Histoire
Cette villa, très proche de Florence, fut construite pour Laurent le Magnifique vers 1486, dans une position stratégique au pied de Monte Pisano, et aussi pour la variété des eaux et de la végétation qui la rendaient propice à la villégiature et pour la chasse. Le terrain était concédé en bail emphytéotique par les Hospitaliers d'Altopascio en 1486.
Auparavant le terrain appartenait aux moines Olivétains et était marécageux, et Laurent fit procéder aux travaux d'assainissement.
En 1489 la villa devait être déjà bien développée, comme le rapporte une description ancienne qui énumère les cours avec loggias, les jardins, les colombiers et les poulaillers joints aux activités rurales.
À la mort de Laurent (1492) elle n'était pas encore finie, mais sûrement déjà habitable, car il y séjourna à plusieurs reprises en 1491.
Transmise à son fils Pierre, une description nous révèle des détails supplémentaires : elle était dotée d'une façade et d'un plan symétrique, sur devant se trouvaient les salles des hôtes, et l'arrière était réservé aux usages fermiers. Une loggia s'ouvrait sur un jardin muré, divisé en quatre espaces géométriques et agrémenté d'un bassin d'eau vive.

## Sources
- (it) Cet article est partiellement ou en totalité issu de l’article de Wikipédia en italien intitulé « Villa di Agnano » (voir la liste des auteurs).